# Virus (сингл Iron Maiden)
Virus (с англ. — «Вирус») — тридцатый сингл британской хеви-метал-группы Iron Maiden. Со времён сингла «Women in Uniform» (1980), первый сингл, выпущенный группой не в поддержку «номерного» альбома. Тем не менее, сингл выпущен в поддержку первого альбома-сборника группы Best of the Beast.

## Virus
Песня была записана летом 1996 года, в преддверии выпуска сборника Best of the Beast, появление которого на прилавках планировалось на осень 1996 года. В сочинении песни приняли участие сразу оба гитариста группы, что случилось впервые за её историю.
В тексте песни речь идёт о некоем вирусе, поражающем умы современных людей, в большей степени элиты общества, заставляющем не обращать внимания на чьи-то нужды, кроме своих и провоцирующего социальное разложение общества.
Сингл вышел на CD и 12“-виниле, в трёх разных вариантах стороны «B».

## Сторона «B» сингла
Сторона «B» сингла в первом варианте (CD) содержит кавер-версии двух известнейших хитов: «My Generation» (с англ. — «Моё поколение») группы The Who, «Doctor, Doctor» (с англ. — «Доктор, доктор») группы UFO, и повторяет сторону «B» предыдущего сингла «Lord of the Flies». Песня Virus представлена в укороченном варианте.
Сторона «B» сингла во втором варианте (CD) содержит две песни группы, вошедшие в 1980 году на сборник Metal for Muthas: «Wrathchild» (с англ. — «Разгневанный ребёнок») и «Sanctuary» (с англ. — «Убежище»), и это единственные студийные записи с гитаристом Тони Парсонсом.
Сторона «B» сингла во третьем варианте (12“ виниле) содержит две песни группы, взятые с дебютного мини-альбома The Soundhouse Tapes: «Prowler» (с англ. — «Бродяга») и «Invasion» (с англ. — «Вторжение»)
Также вышел промо-CD для радиостанций, содержащий 9 песен группы.

## Конверт
Обложка сингла также выпущена в трёх вариантах:
В первом варианте на переднем фоне изображён Эдди в лесу, чья кожа испещрена неким цифровым кодом. Позади него надетые на высохшие стволы деревьев черепа.
Во втором варианте изображён Эдди, зарождающийся в слизи в чашке Петри.
В третьем варианте Эдди представлен как часть выгорающей микросхемы.

## Список композиций

### CD 1
1. Virus (сокращённая версия) (Харрис, Герс, Мюррей, Бэйли) — 3:54
2. My Generation (Таунсенд, кавер группы The Who) — 3:38
3. Doctor Doctor (Шенкер, Могг, кавер группы UFO) — 4:50

### CD 2
1. Virus (Харрис, Герс, Мюррей, Бэйли) — 6:14
2. Sanctuary (Харрис) — 3:34
3. Wrathchild (Харрис) — 3:07

### 12" винил
1. Virus (Харрис, Герс, Мюррей, Бэйли) — 6:14
2. Prowler (Харрис) — 4:20
3. Invasion (Харрис) — 3:07

### ПромоCD
1. Virus — 3:53
2. Man on the Edge — 4:11
3. Afraid to Shoot Strangers (Live) — 6:48
4. 2 Minutes to Midnight — 6:02
5. The Trooper — 4:13
6. The Number of the Beast — 4:52
7. Wrathchild — 2:54
8. Strange World — 5:22
9. Iron Maiden — 4:01

## Участники
- Блэйз Бэйли — вокал (Virus, My Generation, Doctor Doctor)
- Стив Харрис — бас
- Яник Герс — гитара (Virus, My Generation, Doctor Doctor)
- Дейв Мюррей — гитара
- Нико МакБрэйн — ударные (Virus, My Generation, Doctor Doctor)
- Пол Ди’Анно — вокал (Prowler, Invasion, Sanctuary, Wrathchild)
- Дуг Сэмпсон — ударные (Prowler, Invasion, Sanctuary, Wrathchild)
- Тони Парсонс — гитара (Sanctuary, Wrathchild)

## Чарты
| Чарт (1996)           | Позиция |
| --------------------- | ------- |
| Dutch Singles Chart   | 48      |
| Finnish Singles Chart | 3       |
| Swedish Singles Chart | 31      |
| UK Singles Chart      | 16      |